# Naumàquia

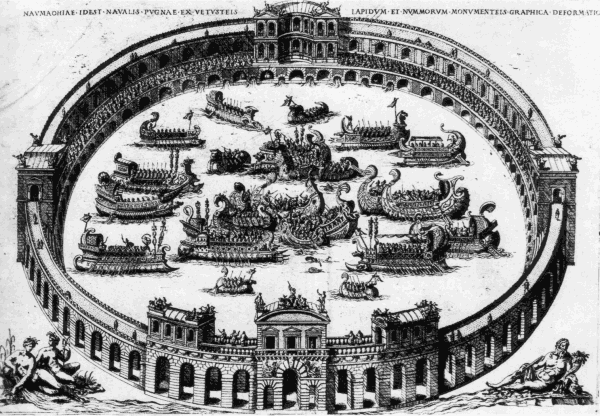
Gravat que representa una naumàquia

Naumàquia (en llatí: Naumachia) és el nom que tenien les representacions de combats navals que es feien a l'antiga Roma per diversió. De vegades aquestes simulacions es feien dins el recinte del circ on s'introduïa prou aigua per fer flotar els vaixells, però altres vegades es construïen estructures amb aquest propòsit, anomenades també naumàquia.
La primera naumàquia es va fer en temps de Juli Cèsar, qui va fer excavar un llac prop del Camp de Mart, que més tard, en temps d'August, es va haver de tapar per salubritat, ja que l'aigua estancada era l'ambient idoni per propagar la malària. August va fer excavar un altre llac a prop del Tíber amb el mateix propòsit i aquest fou el primer lloc permanent per les naumàquies. Claudi va celebrar una naumàquia al llac Fucinus. Neró va preferir l'amfiteatre per aquestes exhibicions. Domicià va fer un edifici de pedra on va exhibir naumàquies.
Els participants en aquestes exhibicions eren els naumaquiaris (naumachiarii), generalment captius o criminals condemnats a mort que lluitaven en combats a mort com els gladiadors fins a la victòria d'una de les dues parts, excepte si l'emperador aturava abans l'espectacle i donava la gràcia als qui encara eren vius. Les naus que hi participaven eren organitzades en dos equips; que rebien el nom de dos estats marítims, per exemple: els tirians contra els egipcis, els rodis contra els sicilians, etc.
Els espectacles eren de gran magnificència i no tenien gens de respecte per la vida humana; algunes vegades monstres artificials eren col·locats al mig del llac. Una de les més grandioses fou la de l'emperador Titus, en la qual van participar 3000 homes; també molt nombrosa fou la de Domicià, en què van participar dues flotes equivalents a dues flotes autèntiques; probablement la més gran es va fer sota Claudi al llac Fucinus amb 19000 participants.

## Antecedents
Les naumàquies eren espectacles, a diferència de les lluites de gladiadors, més sagnants, implicaven més efectius tant de material com de persones implicades, per tant més costosos. Per ser més exactes, el naixement de les naumàquies està estretament lligat a l'aparició, lleugerament anterior, d'un altre espectacle, el «combat de tropes», que enfrontava no a parelles de combatents, sinó a dos petits exèrcits. També en aquest cas, els combatents eren sovint condemnats a mort sense cap entrenament específic, no eren autèntics gladiadors. L'única cosa que va fer Cèsar, creador de la naumàquia, va ser traslladar el principi d'aquest espectacle de batalles a un decorat naval.
No obstant això, al contrari dels combats de tropes, les naumàquies tenien la particularitat de desenvolupar temes històrics o pseudohistòrics. Així cadascuna de les flotes que s'enfrontaven encarnava a un poble famós pel seu poder marítim en la Grècia clàssica o en l'Orient hel·lenístic: les flotes d'Egipte i Tir en la naumàquia de Cèsar; Pèrsia i Atenes en la d'August, navilis de Sicília i  Rodes en la de Claudi. D'altra banda, les naumàquies necessitaven mitjans considerables per a la seva realització, superiors fins i tot als necessaris per a la celebració dels majors combats de tropes, per la qual cosa els espectacles de naumàquies es reservaven per a ocasions excepcionals, estretament lligades a les celebracions de l'emperador, les seves victòries i els seus monuments. El caràcter de l'espectacle i de les seves batalles, preses de la història del món grec, explica que ràpidament anessin designades amb el terme genèric de naumàquia (el terme en llatí emprat per designar una batalla naval era navalia proelia). Aquest terme és una transcripció fonètica de la paraula grega que designa una batalla naval (ναυμαχία, naumakhía). Posteriorment la mateixa paraula va passar a utilitzar-se per designar també les enormes piscines necessàries per a la celebració d'aquests espectacles.

## Les primeres naumàquies

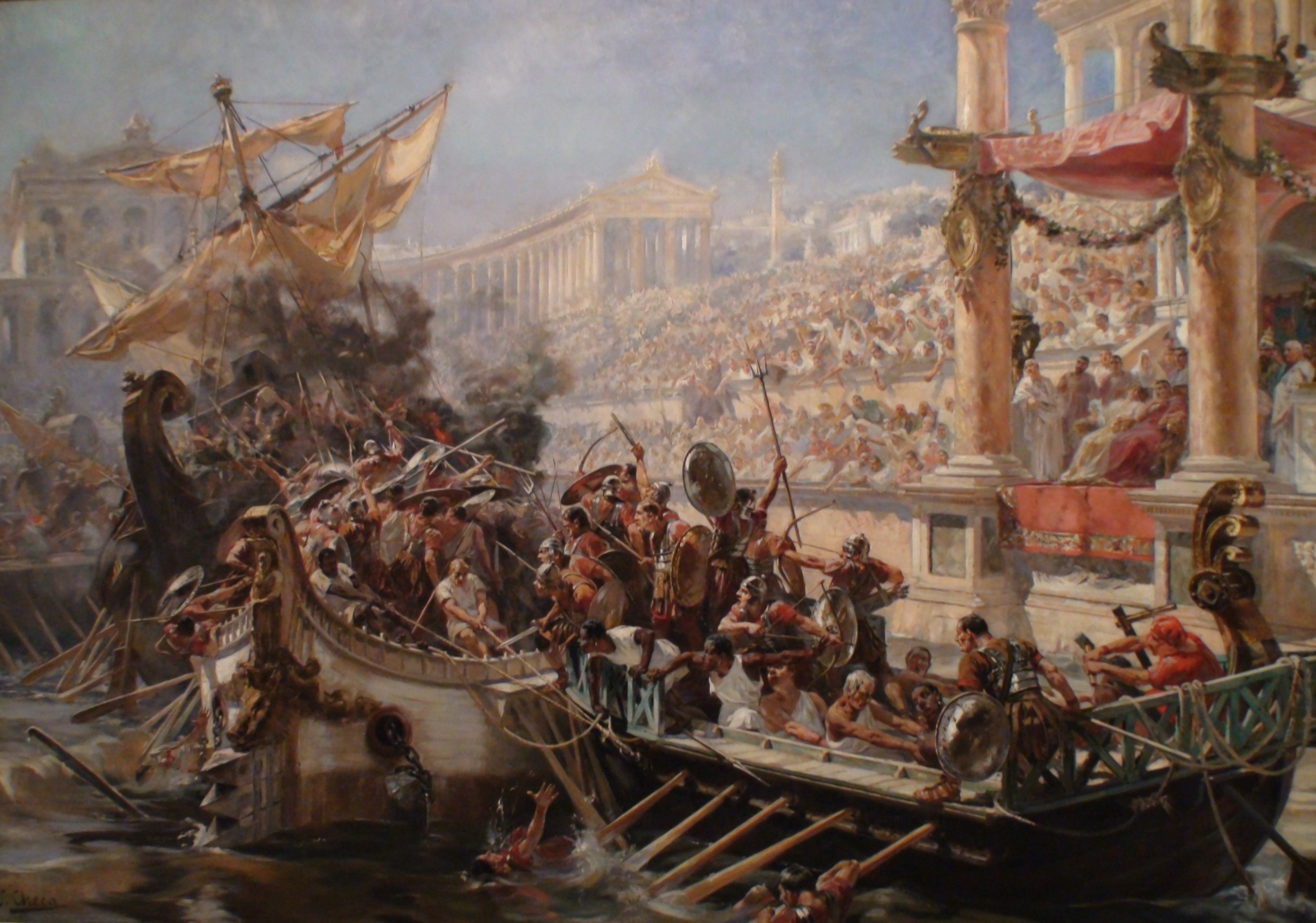
Naumachia, pintura de Ulpiano Checa,1894.

### Juli Cèsar i Octavi August
La primera naumàquia coneguda va ser per desig de Juli Cèsar el 46 aC, qui va voler regalar aquest espectacle al poble romà amb motiu de la celebració del seu triomf quàdruple. Després d'haver fet construir una piscina prop del Tíber, capaç d'albergar autèntiques embarcacions: birrems, trirrems i quatrirrems. La representació va mobilitzar a 2.000 combatents i 4.000 remers, reclutats entre els presoners de guerra
El 2 aC, durant la inauguració del temple de Mart Ultor, August va oferir una naumàquia que va prendre com a model la celebrada per Cèsar. Com August mateix recorda en la Res Gestæ, va fer construir al marge dret del Tíber, en un lloc anomenat nemus Caesarum («el bosc del cèsar»), una piscina en la qual es van enfrontar 3.000 homes (sense comptar els remers), 30 navilis dotats d'espoló i nombroses unitats més petites. Plini diu que hi havia una illa al mig d'aquest llac artificial connectada amb la vora per un pont des del qual alguns espectadors privilegiats van admirar l'espectacle.

### Claudi
Claudi va organitzar el 52 dC una naumàquia en una vasta extensió natural d'aigua, el llac Fucino, aprofitant que calia fer treballs de drenatge pel bé del llac. Els lluitadors eren condemnats a mort. Gràcies a Suetoni sabem que els naumachiarii (els combatents en les naumàquies), van saludar a l'emperador abans del combat amb una frase que posteriorment es faria famosa: Morituri te salutant («els qui moriran et saluden»). No hi ha cap més prova que aquesta mena de salutació es fes en altres naumàquies. Una tradició errònia va escampar la idea que aquesta era la fórmula ritual amb la qual els gladiadors es dirigien a l'emperador abans del combat, però el cert és que només es té constància d'aquesta ocasió.
Tàcit ens ofereix una descripció de l'espectacle que allí va poder veure's:
| « | Per la mateixa època, després d'obrir pas tallant la muntanya que hi ha entre el llac Fucino i el riu Liris, i a fi que una obra tan colossal pogués ser observada per les masses, es va organitzar una batalla naval al mateix llac, tal com en un altre temps havia fet August en ocasió de la construcció d'un embassament a l'altre costat del Tíber, encara que amb naus lleugeres i una tropa menys nombrosa. Claudi va armar trirremes i quatrirremes i també a dinou mil homes; havia fet envoltar el perímetre del llac amb rais perquè no quedés escapatòria alguna, però això sí, delimitant un espai per a les maniobres dels rems, les arts dels pilots, els atacs de les naus i les altres accions pròpies del combat. Als rais s'havien col·locat homes i esquadrons de les cohorts pretorianes i a la part davantera s'havien muntat unes plataformes per disparar des d'allí amb catapultes i ballestes. La resta del llac l'ocupaven els mariners que estaven en naus cobertes. Una multitud innombrable va omplir les riberes, els pujols i les parts elevades de les muntanyes, com si d'un teatre es tractés; uns procedien dels municipis propers i uns altres de la mateixa ciutat, arribats per la mera curiositat o per honrar al príncep. Aquest, vestit amb una capa de color cridaner, i al seu costat Agripina, amb una clàmide daurada, van ocupar la presidència. Es va barallar, malgrat ser entre malfactors, amb un esperit propi de valents guerrers i, després de moltes ferides, se'ls va perdonar la vida. | » |

## La naumàquia, l'edifici
La naumàquia de Cèsar, la localització exacta de la qual a Roma és encara objecte d'hipòtesi, es va fer sens dubte en un simple fossat excavat a la ribera del Tíber.
De la naumàquia d'August es tenen dades més precises. Segons es diu a la Res Gestæ el llac excavat mesurava 1800 x 1200 peus romans. Tenint en compte les dimensions d'un trirrem (al voltant de 35 x 4,90 m), a la trentena de navilis utilitzats no els quedava gaire espai per poder maniobrar sobre l'aigua. D'altra banda, considerant que la tripulació d'un trirrem romà estava composta per uns 170 remers i entre 50 i 60 soldats embarcats, un ràpid càlcul permet concloure que per aconseguir la xifra de 3000 homes, els navilis de la naumàquia d'August van haver de portar embarcats bastants més combatents que els que portava una autèntica flota. L'espectacle consistiria doncs, més en la presència dels vaixells a la immensa piscina i en el combat cos a cos entre les tropes que no en les maniobres de les embarcacions.
No va anar així en la naumàquia de Claudi. Les dues flotes que es van enfrontar estaven compostes cadascuna per 50 embarcacions, la qual cosa correspon al nombre d'unitats que formaven les flotes militars amb base en Misenum i Ravenna durant l'Alt Imperi. D'altra banda, gràcies a la gran extensió del llac Fucino, del qual només es va utilitzar una part, clarament delimitada per a l'ocasió, els navilis van poder realitzar diverses maniobres d'aproximació i envestida. La naumàquia de Claudi va reproduir amb detall un autèntic combat naval.
Segons Frontí, les necessitats d'aigua de la naumàquia d'August i dels jardins veïns del Trans Tiberim van ser la principal raó de la construcció de l'Aqua Alsietina: una gran conducció descoberta que recorria els pendents del Janícul sobre el monestir de Sant Cosimato. Aquest va ser el principal testimoniatge per la recerca arqueològica sobre la localització de la naumàquia: de l'aqüeducte i la part del text en què s'indicava que era al nemus Caesarum. Existeixen diverses hipòtesis concurrents sobre la localització exacta: la més recent el situa entre la Via Aurelia al nord i l'església de Sant Francesco a Ripa al sud, en el llaç del Tíber. El viaducte de l'època republicana descobert a la Via Aurelia, prop de Sant Crisogono, podria llavors haver servit de canal de buidatge de la piscina.
La vida de la naumàquia augusta va ser relativament curta: va ser envoltada i en part reemplaçada ja des del regnat d'August per un bosc (El bosc dels Cèsars), més tard rebatejat com a «Bosc de Gaius i Lucius». Aquesta vasta zona va ser ocupada per construccions probablement partir de finals del segle i.

## Les naumàquies en amfiteatres

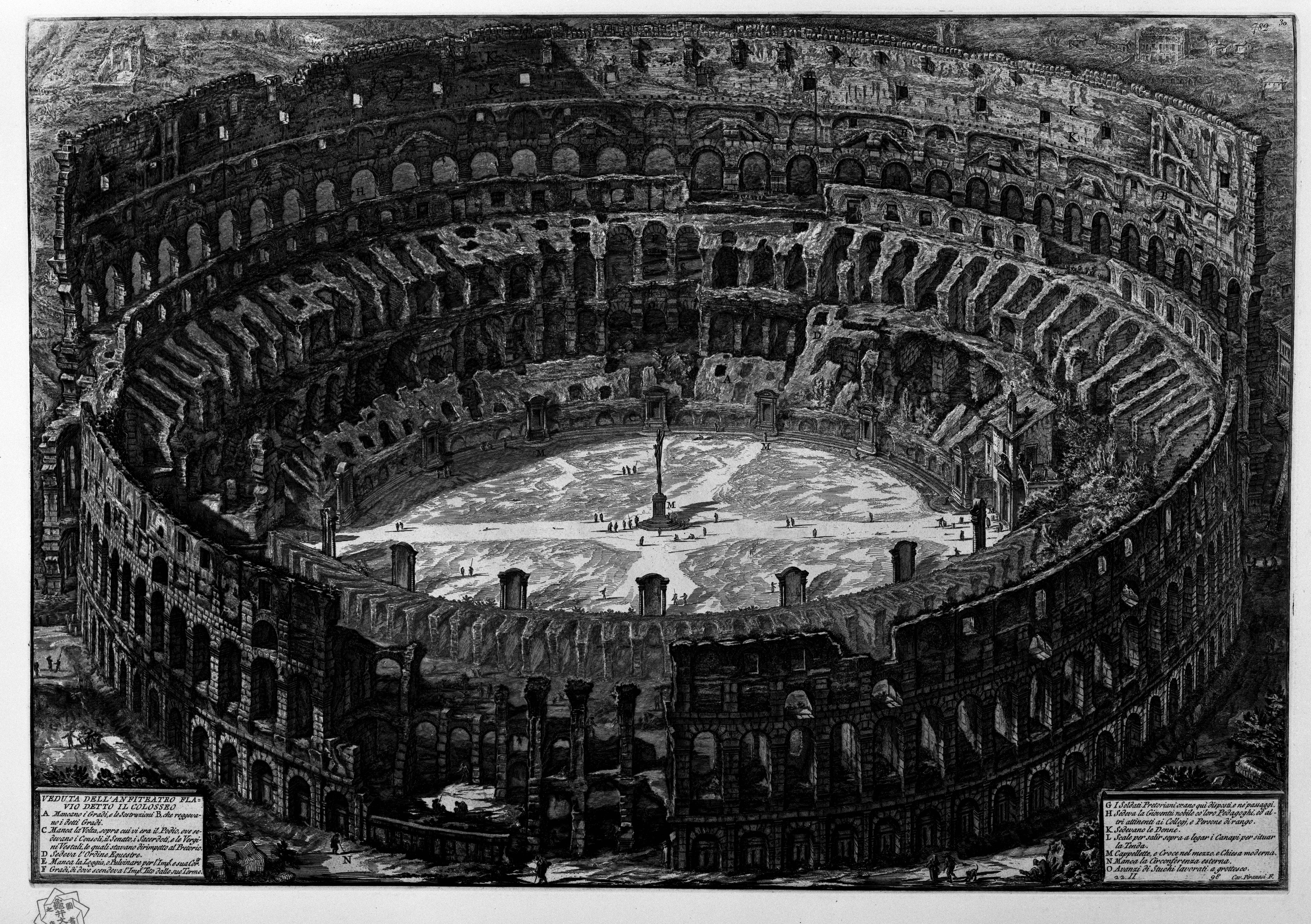
El Coliseu, dibuix de Piranesi, s.XVIII, emprat en temps de Tit Flavi per fer naumàquies.

Durant el regnat de Neró apareix una novetat: la naumàquia en amfiteatre. Els historiadors Suetoni i Cassi Dió donen fe de la presentació d'un espectacle de combat naval l'any 57 en un amfiteatre de fusta inaugurat a tal fi per aquest emperador. De la construcció en si, no se sap gaire, tret que estava situada al Camp de Mart. Neró va oferir una altra naumàquia l'any 64. Va anar precedida de lluites amb animals i posteriorment va tenir lloc un combat de gladiadors, per acabar amb un gran banquet No se sap on van tenir lloc aquests jocs. Probablement es realitzaven en el mateix amfiteatre de fusta, ja que cap text esmenta la seva destrucció abans del gran incendi de Roma que va passar poc després.
Per a la inauguració del Coliseu, l'any 80, l'emperador Tit va oferir dues naumàquies, una celebrada al llac artificial creat per August, en la qual es van enfrontar diversos milers d'homes; l'altra al nou amfiteatre. Finalment, segons Suetoni, l'emperador Domicià va organitzar una naumàquia a l'anomenat Coliseu, sens dubte cap al 85, i una altra l'any 89 en una nova piscina excavada més enllà del Tíber, aprofitant la pedra extreta per a la seva utilització en les obres de reparació del circ màxim, dos dels costats del qual havien estat destruïts per les flames. Molt probablement va ser entre la primera i la segona naumàquia de Domicià quan es va construir la complexa xarxa subterrània d'habitacions de servei que encara avui pot observar-se al Coliseu i que faria impossible inundar el recinte a partir de llavors per celebrar naumàquies.
La superfície de la sorra del Coliseu era d'uns 79,35 m x 47,20 m, molt lluny per tant de les dimensions de la piscina d'August. Les naumàquies d'amfiteatre no podien, per tant, tenir l'amplitud d'anteriors espectacles. Es pot intuir que prendrien la forma d'una confrontació entre les tripulacions de dues reproduccions de navilis de guerra, de grandària real o gairebé, però sense que poguessin ni maniobrar ni surar realment. Se sap, en efecte, que tant en amfiteatres com a teatres s'utilitzaven decorats de vaixells, de vegades dotats de mecanismes amb la finalitat de simular un naufragi.

## La inundació dels amfiteatres
El mètode emprat per la inundació del recinte és motiu de nombrosos interrogants. Efectivament un amfiteatre no estava destinat específicament a la celebració d'espectacles aquàtics i havia de seguir disponible per a les caceres (venatio) i els combats de gladiadors. La ràpida alternança entre espectacles terrestres i aquàtics sembla haver estat la principal atracció d'aquesta innovació. Cassi Dió la subratlla a propòsit de les naumàquies organitzades per Neró i Marcial en relació amb les que Tit va dur a terme al Coliseu El sol estudi de les fonts documentals escrites no aporta cap informació sobre com es duia a terme a la pràctica aquesta inundació.
L'arqueologia es topa amb l'obstacle de la profunda transformació del subsòl del Coliseu: la construcció de nombrosos túnels i masmorres sota la sorra del Coliseu (cosa que es coneix com l'hipogeu). Només dos edificis de les províncies, els de Verona i Mèrida, poden aportar alguns elements d'informació de caràcter tècnic.

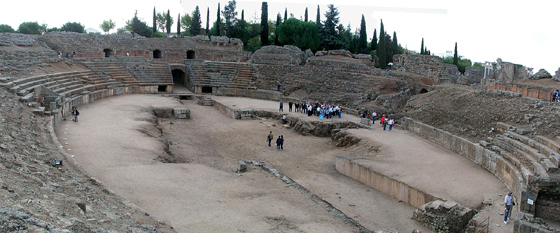
L'amfiteatre romà de Mèrida

El fossat central de l'amfiteatre de Verona era d'una profunditat molt inferior a la de les habitacions auxiliars construïdes sota la sorra. Podria tractar-se d'una piscina. Estava dotat de dos conductes axials. Un d'ells circulava directament sota la galeria oest de la sorra i, ja que mancava de comunicació amb els canals d'evacuació de les aigües pluvials, devia estar connectat a un aqüeducte que alimentava la piscina. Aquest conducte, que circulava a major profunditat, havia d'estar destinat a evacuar les aigües fins a l'Adige.
La sorra de l'amfiteatre de Mèrida revela un fossat encara menys profund que el de Verona, 1,5 m. Això descarta completament la idea que es tractés d'una habitació de servei subterrània, ja que la seva altura és inferior a la d'un home dempeus. Aquesta piscina estaria proveïda d'escales i d'un revestiment estanc anàleg al de les piscines de les termes. També tenia dos conductes axials. El del costat oest havia d'estar connectat a un aqüeducte que passava prop de l'edifici (l'aqüeducte Rabo de buey-San Lázaro).
Les dimensions d'aquestes dues piscines no permetrien la celebració de naumàquies, ni tan sols en la seva versió simplificada: la de Mèrida mesura 18,55 m x 3,70 m. Tan sols podrien oferir-se espectacles aquàtics més modests. En conseqüència, àdhuc suposant que el Coliseu hagués disposat d'una piscina anàloga abans de les obres de remodelació, caldria suposar que per representar les naumàquies es faria superar lleugerament el nivell de la piscina a fi de fer l'efecte d'una capa d'aigua que cobria tota la superfície de la sorra que envoltava els dos vaixells.

## La fi de les naumàquies
L'aparició d'aquestes noves tècniques va provocar inicialment la multiplicació de les naumàquies. Les dates així ho indiquen clarament. Entre la celebrada per Cèsar i la d'August i entre aquesta i la de Claudi, va transcórrer al voltant de mig segle. Per contra, les sis naumàquies següents, que en la seva majoria es van celebrar en amfiteatres, es van celebrar en 30 anys. Menys costoses en el plànol material i humà, aquestes naumàquies podien representar-se més sovint. Menys grandioses, suposarien un moment important, però no excepcional, dels jocs. La iconografia testifica també aquesta moda de les naumàquies. Entre la vintena de representacions de batalles navals en la pintura romana, gairebé totes pertanyen al quart estil de Pompeia, de l'època de Neró i dels emperadors de la dinastia Flàvia.

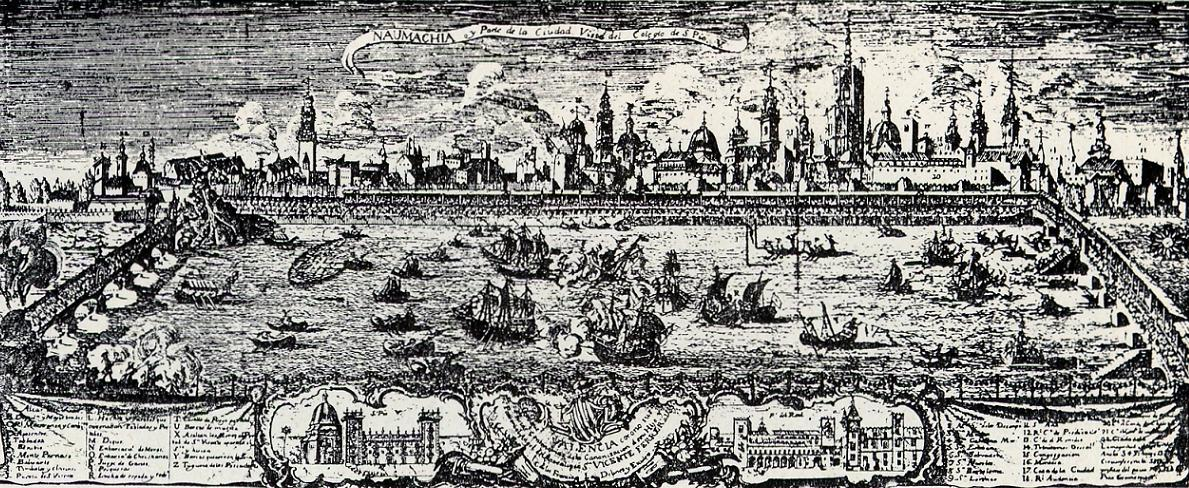
Naumàquia que es va celebrar el 1755 a València, entre els ponts de la Trinitat i del Real, amb motiu del centenari de la canonització de Sant Vicent Ferrer

Després de l'època dels Flavis, les naumàquies desapareixen dels textos gairebé per complet. Excloent un esment a la Història Augusta, (una font tardana i poc fiable), i una altra naumàquia esmentada al calendari anomenat Fasti Ostiense, a través del qual sabem que Trajà va inaugurar l'any 109 un edifici destinat a la celebració de combats navals. Aquesta naumàquia va ser localitzada al segle xviii en una esplanada del Vaticà, darrere del Castell de Sant'Angelo. Excavacions posteriors han permès completar un plànol del recinte. Estava dotada de graderies i la seva superfície, si s'admet una proporció raonable entre la seva longitud i la seva amplària, vindria a suposar 1/6 de la naumàquia d'August. Sense cap referència escrita sobre aquest tema, es podria suposar que només va ser utilitzada durant el govern de Trajà.
L'atribució d'una naumàquia a Felip l'Àrab és conjecturable, en realitat es tracta d'una extrapolació a partir dels treballs per fer un dipòsit que fes front a l'escassetat d'aigua al districte del transtèvere, del que es va trobar durant les excavacions es va deduir que procedia de la celebració dels desens jocs Seculars. La darrera naumàquia coneguda que es va celebrar a Roma va ser durant la celebració d'un triomf d'Aurelià l'any 274.
No obstant això, si es creuen certes fonts del Baix Imperi i la persistència a la zona del monument del topònim "naumaquia" o "dalmaquia" durant l'Edat Mitjana, és probable que l'edifici seguís en peus fins al segle v. D'altra banda, l'existència d'una graderia al seu voltant fa suposar que la representació dels espectacles tenia certa regularitat. Considerant que, segons els Fasti Ostienses, l'espectacle inaugural del recinte va involucrar a 127 parelles de gladiadors, pot pensar-se que igual que ocorre amb l'amfiteatre, el caràcter més reduït de l'espai disponible en la piscina de Trajà va portar a simplificar el decorat naval, basant-se l'espectacularitat de l'esdeveniment en la qualitat dels combats singulars, lliurats en aquest cas per autèntics gladiadors i no per una massa de presoners sense preparació. Sota aquesta forma, i disposant d'un lloc de celebració específic, la naumàquia va poder subsistir diversos segles sense que les fonts que ens han servit per documentar els espectacles de l'època, ja de per si menys nombroses des de l'època dels Antonins, la consideressin digna d'esment, doncs ja havien perdut el seu caràcter excepcional i impressionant.
A les províncies, la influència de les naumàquies romanes és perceptible essencialment a través d'algunes justes nàutiques locals, completament inofensives. Una competició de nom naumaciva sorgeix a partir de l'època flàvia en els concursos disputats pels efebs atenencs durant les Panatenees, que va reemplaçar a les regates que se celebraven amb anterioritat com a preludi a aquestes celebracions. Si es creu a Ausoni, al segle V també es va celebrar una naumàquia al riu Mosel·la per la joventut dels voltants.

## Naumàquies postromanes
- El 1550, Enric II de França va celebrar una naumàquia a Rouen.
- El 1755 es va celebrar a València una naumàquia entre el Pont del Real i el de la Trinitat, amb motiu del centenari de la canonització de Sant Vicent Ferrer.
- El 1807 es va celebrar a Milà una naumàquia en honor de Napoleó.
- Al Parc Monceau de París existeix una naumàquia envoltada d'una columnata.
- Durant el segle xvii dins l'estany gran dels Jardins del Retiro de Madrid.
- Durant els segles xviii i xix, a diversos parcs d'Anglaterra se simulaven batalles navals amb vaixells a escala, que també rebien el nom de naumàquies.
- El 1993, es va fer l'obra Gladiators del Festival de Teatre Clàssic de Mèrida a l'amfiteatre romà d'aquesta ciutat.

### Naumàquies en la ficció
En el llibre Those about to Die de Daniel P. Mannix, pot llegir-se una detallada descripció d'una naumàquia celebrada durant el regnat de l'emperador Claudi en un llac proper a la ciutat, a fi d'oferir un entreteniment al poble romà.

Un espectacle de la Fura dels Baus es titula Naumàquia.